# Bolorec
Bolorec est un personnage du roman autobiographique de l’écrivain français Octave Mirbeau,  Sébastien Roch (1890).
Fils d’un médecin breton, Bolorec est le meilleur camarade de classe du jeune Sébastien Roch, au collège des jésuites de Vannes. Doté d’un profil peu avantageux, expert en « horribles grimaces » et fort indolent, il passe son temps à tailler des morceaux de bois.  Révolté contre le lavage de cerveaux qu’on y pratique, contre la discipline qui y est imposée, contre les brimades et humiliations dont Sébastien et lui sont victimes de la part des collégiens issus de l’aristocratie, il rêve d’étriper les jésuites, mais c’est un taiseux, qui se garde bien d’exprimer tout haut ses velléités de “prêtricide” et fait preuve d’une constante impassibilité. En revanche, Sébastien se confie à lui en toute sécurité. Quand le Père de Kern accuse les deux amis de relations contre nature, pour éviter d’être lui-même dénoncé pour viol, Bolorec est chassé en même temps que Sébastien, sans avoir la possibilité de le revoir. 

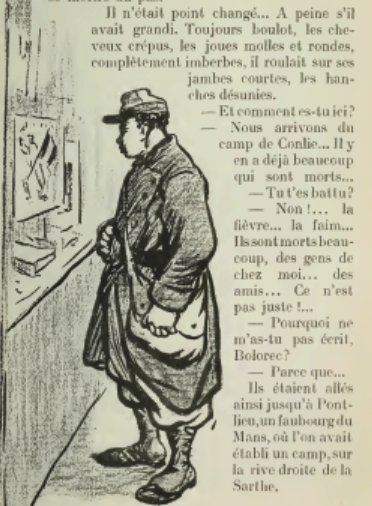
Bolorec en 1870, par Henri-Gabriel Ibels, 1906

Les deux amis ne se retrouveront qu’au cours de la guerre de 1870, dans l’armée de la Loire. Entre-temps Bolorec est devenu un activiste révolutionnaire et rêve de la « grande chose », sans pouvoir expliquer en quoi elle pourrait bien consister. La veille du jour où Sébastien va être tué absurdement, Bolorec lui avoue avoir abattu un officier aristocrate qui se comportait d’une façon inhumaine avec un soldat malade. Dans les dernières lignes du roman, Bolorec emporte sur son dos le cadavre de son ami et avance à travers la fumée et la mitraille en murmurant « Ça n’est pas juste ! ».
Il est à noter que Jacques Prévert, qui était un lecteur et un admirateur de Mirbeau, a utilisé le pseudonyme de Bolorec pour écrire dans les seize numéros d'un journal éphémère intitulé Spectateurs, en 1932.